# Barycentriska koordinater
Inom geometri betecknar barycentriska koordinater (från grekiska βαρύς, barys, "tung" och κέντρον, kentron, "centrum") en uppsättning av n+1 tal, vilka anger en punkts läge i förhållande till en n-dimensionell simplex (sträcka, triangel, tetraeder, etcetera) i det n-dimensionella rummet genom att ange relativa vikter som, om de placeras i hörnen på denna simplex, gör punkten till simplexens geometriska tyngdpunkt. I allmänhet avses läget av en punkt i planet i förhållande till en triangel. De skall inte förväxlas med begreppet "barycentrum" som används inom astronomi för att ange den gemensamma tyngdpunkten för en uppsättning himlakroppar (även om begreppet är närbesläktat). Barycentriska koordinater infördes av August Ferdinand Möbius 1827 i Der Barycentrische Calcul, samt, oberoende av Möbius, samma år även av Karl Wilhelm Feuerbach i Grundriß zu analytischen Untersuchungen der dreieckigen Pyramide.
Barycentriska koordinater skrivs vanligtvis separerade av kolon (exempelvis {\displaystyle \alpha :\beta :\gamma } för en punkt i planet i förhållande till en triangel i samma plan).
Om alla koordinaterna är större än noll ligger punkten innanför simplexens begränsningar och är en eller flera koordinater noll ligger punkten på begränsningarna. Alla koordinater kan inte vara noll. Är någon koordinat negativ ligger punkten utanför simplexen (det motsvarar att en "negativ vikt", eller en "lyftkraft", måste placeras i hörnet). Någon koordinat måste ha ett positivt värde.
De barycentriska koordinaterna är relativa, vilket innebär att endast deras inbördes förhållanden spelar roll: {\displaystyle \scriptstyle 2:1:0} är detsamma som {\displaystyle \scriptstyle 4:2:0} eller {\displaystyle \scriptstyle 100:50:0}.
Med absoluta barycentriska koordinater menas att koordinaterna normerats så att deras summa blir lika med ett. För att normera koordinaterna delar man dem med deras summa. Exempelvis om koordinaterna {\displaystyle \scriptstyle 2:1:0} divideras med summan av dem ({\displaystyle \scriptstyle 2+1+0=3}) får vi de absoluta barycentriska koordinaterna {\displaystyle \scriptstyle {\frac {2}{3}}:{\frac {1}{3}}:0}.
Inom astronomi används termen barycentriskt koordinatsystem för att ange ett koordinatsystem (sfäriskt eller kartesiskt) med origo i systemets tyngdpunkt (exempelvis solsystemets tyngdpunkt).

## Barycentriska koordinater i en dimension

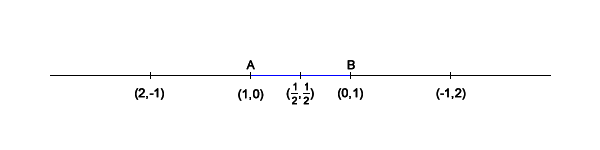
Figur 1. Endimensionella barycentriska koordinater är väldigt triviala, men mönstret följer med när antalet dimensioner ökar.

Endimensionella barycentriska koordinater beskriver läget av en punkt på en linje i förhållande till en given sträcka på linjen. Låt oss kalla sträckans ändpunkter för {\displaystyle A} och {\displaystyle B} som i figur 1. De barycentriska koordinaterna anger då hur mycket massa vi skall placera i (eller hur mycket kraft vi skall applicera på) {\displaystyle A} respektive {\displaystyle B} för att tyngdpunkten skall befinna sig i {\displaystyle P} relativt sett. Placerar vi all massa i {\displaystyle A} ligger tyngdpunkten i {\displaystyle A} och {\displaystyle P} ligger alltså i {\displaystyle A} och har, exempelvis, koordinaterna {\displaystyle 1:0} (och motsvarande för {\displaystyle B} såklart). För att ange de barycentriska koordinaterna för {\displaystyle P} skall vi alltså beräkna två krafter applicerade i {\displaystyle A} respektive {\displaystyle B} (vilket ger oss koordinaterna {\displaystyle F_{A}:F_{B}}) som ger ett motverkande vridmoment i förhållande till {\displaystyle P}, det vill säga att {\displaystyle F_{A}\cdot {\vec {AP}}=-F_{B}\cdot {\vec {BP}}=F_{B}\cdot {\vec {PB}}}, vilket ger oss koordinaterna {\displaystyle F_{A}:F_{A}\cdot {\frac {\vec {AP}}{\vec {PB}}}}. Eftersom endast koordinaternas relativa värden är av intresse kan vi multiplicera dem med {\displaystyle {\frac {\vec {PB}}{F_{A}}}}, vilket ger oss de likvärdiga koordinaterna {\displaystyle {\vec {PB}}:{\vec {AP}}}. Dessa kan "normeras" genom att dividera dem med {\displaystyle {\vec {AP}}+{\vec {PB}}={\vec {AB}}} varvid deras summa blir lika med ett. Vi ser att respektive koordinat är proportionell mot det "riktade" avståndet från den andra ändpunkten. I det fall man anger de fakiska avstånden {\displaystyle {\vec {PB}}:{\vec {AP}}} talar man om de homogena barycentriska koordinaterna med avseende på sträckan {\displaystyle {\overline {AB}}}.

## Barycentriska koordinater i två dimensioner

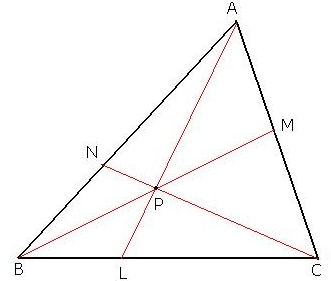
Figur 2.

Absoluta barycentriska koordinater för vissa punkter i en liksidig respektive rätvinklig triangel.

Tvådimensionella barycentriska koordinater beskriver läget av en punkt {\displaystyle P} i planet i förhållande till en triangel {\displaystyle \triangle ABC} i samma plan (se figur 2). Genom att placera tre "vikter" i de tre triangelhörnen (eller applicera tre krafter på hörnen) skall vi "balansera" triangeln i {\displaystyle P}. 
Vi börjar med att placera all vikt {\displaystyle F_{P}} i {\displaystyle P}. Därefter balanserar vi vikten längs linjen {\displaystyle {\overline {AL}}} (i enlighet med resonemanget för endimensionella koordinater) så att vi placerar {\displaystyle F_{A}=F_{P}\cdot {\frac {\vec {PL}}{\vec {AL}}}} i {\displaystyle A} och {\displaystyle F_{L}=F_{P}\cdot {\frac {\vec {AP}}{\vec {AL}}}} i {\displaystyle L}, varefter vi balanserar vikten i {\displaystyle L} längs {\displaystyle {\overline {BC}}} genom att flytta {\displaystyle F_{B}=F_{L}\cdot {\frac {\vec {LC}}{\vec {BC}}}} till {\displaystyle B} och {\displaystyle F_{C}=F_{L}\cdot {\frac {\vec {BL}}{\vec {BC}}}} till {\displaystyle C}. 
Detta innebär att {\displaystyle L} fortfarande är tyngdpunkt på {\displaystyle {\overline {BC}}}, vilket innebär att triangeln fortfarande är balanserad i {\displaystyle P} och att all vikt befinner sig fördelad på {\displaystyle A}, {\displaystyle B} eller {\displaystyle C}. 
Vi noterar av det ovanstående att {\displaystyle {\frac {F_{B}}{F_{C}}}={\frac {\vec {LC}}{\vec {BL}}}}. På samma sätt kan vi visa att {\displaystyle {\frac {F_{A}}{F_{B}}}={\frac {\vec {NB}}{\vec {AN}}}} och {\displaystyle {\frac {F_{A}}{F_{C}}}={\frac {\vec {MC}}{\vec {AM}}}}.
Detta leder till att {\displaystyle \triangle BPC:\triangle APC:\triangle APB} (i det fall arean av en deltriangel ligger helt utanför {\displaystyle \triangle ABC} är dess area negativ.) är barycentiska koordinter för {\displaystyle P}, eftersom 
{\displaystyle {\frac {F_{B}}{F_{C}}}={\frac {\vec {LC}}{\vec {BL}}}={\frac {\triangle CLA}{\triangle BLA}}={\frac {\triangle CLP}{\triangle BLP}}={\frac {\triangle CLA-\triangle CLP}{\triangle BLA-\triangle BLP}}={\frac {\triangle APC}{\triangle APB}}}
och på samma sätt är {\displaystyle {\frac {F_{A}}{F_{B}}}={\frac {\triangle BPC}{\triangle APC}}} och {\displaystyle {\frac {F_{A}}{F_{C}}}={\frac {\triangle BPC}{\triangle APB}}}. 
Detta ger oss att 
{\displaystyle F_{A}:F_{B}:F_{C}=F_{A}:F_{A}\cdot {\frac {\triangle APC}{\triangle BPC}}:F_{A}\cdot {\frac {\triangle APB}{\triangle BPC}}=}
{\displaystyle {\begin{aligned}&={\frac {\triangle BPC}{F_{A}}}\cdot (F_{A}:F_{A}\cdot {\frac {\triangle APC}{\triangle BPC}}:F_{A}\cdot {\frac {\triangle APB}{\triangle BPC}})=\\&=\triangle BPC:\triangle APC:\triangle APB\end{aligned}}}.
Dessa kallas de homogena barycentriska koordinaterna relativt triangeln {\displaystyle \triangle ABC}. Vi kan normera dem genom att dividera var och en av dem med {\displaystyle \triangle ABC} så att deras summa blir lika med ett, vilket ger oss de absoluta barycentriska koordinaterna (vilka även kallas areal coordinates, "areella koordinater", på engelska):
{\displaystyle {\frac {\triangle BPC}{\triangle ABC}}:{\frac {\triangle APC}{\triangle ABC}}:{\frac {\triangle APB}{\triangle ABC}}}

## Barycentriska koordinater i tre eller flera dimensioner

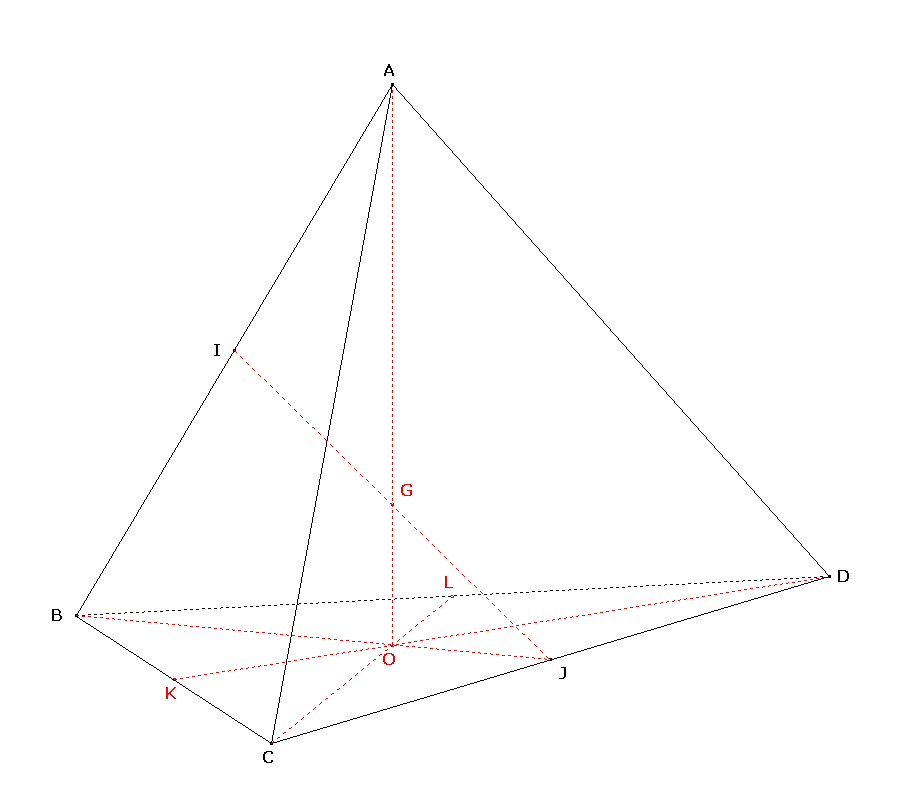
Figur 3.

Det tredimensionella fallet: Analogt med det tvådimensionella fallet (i vilket vikterna i triangelhörnen är proportionella mot respektive "motstående deltriangels" area) är vikten i respektive tetraederhörn proportionell mot volymen av dess "motstående deltetraeders" volym. 
Resonemang
Betrakta tetraedern {\displaystyle ABCD} och punkten {\displaystyle G} i figur 3. Placera all vikt i {\displaystyle G} och fördela sedan denna vikt på {\displaystyle A} och {\displaystyle O} så att {\displaystyle G} fortfarande är tyngdpunkt. Den tilldelade vikten i {\displaystyle O} fördelas sedan på hörnen i triangeln {\displaystyle BCD} (se ovan under två dimensioner) så att denna triangel är balanserad i {\displaystyle O} och varvid tetraedern fortfarande balanserar i {\displaystyle G}. För areorna av deltrianglarna {\displaystyle BCO}, {\displaystyle BDO} och {\displaystyle CDO} gäller 
{\displaystyle {\frac {BCO}{\mu _{D}}}={\frac {BDO}{\mu _{C}}}={\frac {BCO}{\mu _{B}}}}
där {\displaystyle \mu _{X}} betecknar vikten i hörnet {\displaystyle X}. Dessa deltrianglar utgör baserna för tetraedrar med det fjärde hörnet i {\displaystyle A}, vilka sålunda har volymer som är proportionella mot bastriangelns yta (och därmed mot vikten i det "motstående triangelhörnet"). På samma sätt är volymerna av de tre tetraedrarna med de tre deltrianglarna som basytor och det fjärde hörnet i {\displaystyle G} proportionella mot vikten i respektive "motstående hörn". Detta ger 
{\displaystyle {\frac {ABCO-GBCO}{\mu _{D}}}={\frac {ABDO-GBDO}{\mu _{C}}}={\frac {ACDO-GCDO}{\mu _{B}}}\Leftrightarrow }
{\displaystyle \Leftrightarrow {\frac {ABCG}{\mu _{D}}}={\frac {ABDG}{\mu _{C}}}={\frac {ACDG}{\mu _{B}}}(={\frac {BCDG}{\mu _{A}}})}.
Det vill säga att vikterna i tetraederhörnen är proportionella mot volymerna av de "motstående deltetraedrarna", vilka har den till hörnet motstående tetraedersidan som basyta och det fjärde hörnet i {\displaystyle G} (detta gäller såklart även för {\displaystyle \mu _{A}} och {\displaystyle BCDG}, vilket ju visas på samma sätt genom att utgå från ett annat hörn och dess motstående tetraedersida).
Punkten {\displaystyle G} har alltså de barycentriska koordinaterna {\displaystyle \mu _{A}:\mu _{B}:\mu _{C}:\mu _{D}} i förhållande till tetraedern {\displaystyle ABCD}. De absoluta barycentriska koordinaterna för {\displaystyle G} är {\displaystyle {\frac {BCDG}{ABCD}}:{\frac {ACDG}{ABCD}}:{\frac {ABDG}{ABCD}}:{\frac {ABCG}{ABCD}}}, eftersom deras summa ju är lika med ett.
Fler dimensioner: Ökar vi på antalet dimensioner förfar vi på samma sätt. För fyra dimensioner balanserar vi först mellan ett hörn och skärningspunkten (för linjen genom hörnet och {\displaystyle G}) med den till hörnet motstående tetraedern, varefter vi balanserar denna tetraeders tilldelade vikt på dess fyra hörn enligt ovan. Vi kan fortsätta att öka på med en dimension i taget på samma sätt. Detta innebär att vi för en n-dimensionell simplex {\displaystyle A_{1}A_{2}A_{3}...A_{n}} och en punkt {\displaystyle G} får 
{\displaystyle {\frac {A_{2}A_{3}...A_{n}G}{\mu _{A_{1}}}}={\frac {A_{1}A_{3}...A_{n}G}{\mu _{A_{2}}}}=...}.
Punkten {\displaystyle G} har de barycentriska koordinaterna {\displaystyle {\mu _{A_{1}}}:{\mu _{A_{2}}}:{\mu _{A_{3}}}:...:{\mu _{A_{n}}}} i förhållande till simplexen {\displaystyle A_{1}A_{2}A_{3}...A_{n}}.

## Ortsvektorer och kartesiska koordinater

Figur 4.

I figur 4 visas en triangel {\displaystyle ABC} och en punkt {\displaystyle P} som har de absoluta barycentriska koordinaterna {\displaystyle \mu _{A}:\mu _{B}:\mu _{C}}. Vi noterar att, i enlighet med endimensionella koodinater ovan, {\displaystyle {\vec {AP_{AB}}}=\mu _{B}\cdot {\vec {AB}}} och {\displaystyle {\vec {AP_{AC}}}=\mu _{C}\cdot {\vec {AC}}}. Därför har vi också att {\displaystyle {\vec {AP}}={\vec {AP_{AB}}}+{\vec {AP_{AC}}}=\mu _{B}\cdot {\vec {AB}}+\mu _{C}\cdot {\vec {AC}}}. Om nu triangelhörnen har ortsvektorerna {\displaystyle {\vec {OA}}}, {\displaystyle {\vec {OB}}} respektive {\displaystyle {\vec {OC}}} i förhållande till en punkt {\displaystyle O} får vi (i sista ledet utnyttjas att de absoluta koordinaternas summa är ett):
{\displaystyle {\vec {OP}}={\vec {OA}}+{\vec {AP}}={\vec {OA}}+\mu _{B}\cdot {\vec {AB}}+\mu _{C}\cdot {\vec {AC}}=}
{\displaystyle {\begin{aligned}&={\vec {OA}}+\mu _{B}\cdot ({\vec {OB}}-{\vec {OA}})+{\vec {OA}}+\mu _{C}\cdot ({\vec {OC}}-{\vec {OA}})=\\&=(1-\mu _{B}-\mu _{C})\cdot {\vec {OA}}+\mu _{B}\cdot {\vec {OB}}+\mu _{C}\cdot {\vec {OC}}=\\&=\mu _{A}\cdot {\vec {OA}}+\mu _{B}\cdot {\vec {OB}}+\mu _{C}\cdot {\vec {OC}}\end{aligned}}}

### Från barycentriska till kartesiska koordinater
Uttrycket för punktens ortsvektor ger direkt att, om triangelhörnen har de kartesiska koordinaterna {\displaystyle A=(x_{A},y_{A})}, {\displaystyle B=(x_{B},y_{B})} respektive {\displaystyle C=(x_{C},y_{C})}, så är de kartesiska koordinaterna för {\displaystyle P}:
{\displaystyle P=(x_{P},y_{P})=(\mu _{A}x_{A}+\mu _{B}x_{B}+\mu _{C}x_{C},\ \mu _{A}y_{A}+\mu _{B}y_{B}+\mu _{C}y_{C})}
Speciellt märker vi att om triangelhörnen har de kartesiska koordinaterna {\displaystyle (0,0)}, {\displaystyle (1,0)} och {\displaystyle (0,1)} så har punkten {\displaystyle (x,y)} de absoluta barycentriska koordinaterna {\displaystyle 1-x-y:\ x:\ y}.

### Från kartesiska till barycentriska koordinater
Om vi skriver om uttrycken för punktens kartesiska koordinater och utnyttjar att {\displaystyle \mu _{C}=1-\mu _{A}-\mu _{B}} får vi två ekvationer med två obekanta:
{\displaystyle (x_{A}-x_{C})\mu _{A}+(x_{B}-x_{C})\mu _{B}+x_{C}-x_{P}=0}
{\displaystyle (y_{A}-y_{C})\mu _{A}+(y_{B}-y_{C})\mu _{B}+y_{C}-y_{P}=0}
vilka har lösningen
{\displaystyle \mu _{A}={\frac {(y_{B}-y_{C})(x_{P}-x_{C})+(x_{C}-x_{B})(y_{P}-y_{C})}{(y_{B}-y_{C})(x_{A}-x_{C})+(x_{C}-x_{B})(y_{A}-y_{C})}}} och
{\displaystyle \mu _{B}={\frac {(y_{C}-y_{A})(x_{P}-x_{C})+(x_{A}-x_{C})(y_{P}-y_{C})}{(y_{B}-y_{C})(x_{A}-x_{C})+(x_{C}-x_{B})(y_{A}-y_{C})}}}.
(ur vilka vi även får {\displaystyle \mu _{C}=1-\mu _{A}-\mu _{B}})

## Trilinjära koordinater
Låt {\displaystyle a}, {\displaystyle b} och {\displaystyle c} beteckna längden av de motstående sidorna till triangelhörnen.
En punkt med de trilinjära koordinaterna {\displaystyle x:y:z} har då de barycentriska koordinaterna {\displaystyle ax:by:cz}.
Omvänt har därför en punkt med de barycentriska koordinaterna {\displaystyle \alpha :\beta :\gamma } de trilinjära koodinaterna {\displaystyle {\frac {\alpha }{a}}:{\frac {\beta }{b}}:{\frac {\gamma }{c}}}.
De homogena barycentriska koordinaterna {\displaystyle \alpha :\beta :\gamma } motsvaras av de exakta trilinjära koordinaterna {\displaystyle a':b':c'={\frac {2\alpha }{a}}:{\frac {2\beta }{b}}:{\frac {2\gamma }{c}}}.
Bevis
{\displaystyle \alpha :\beta :\gamma =|\triangle BCP|:|\triangle ACP|:|\triangle ABP|={\frac {a'a}{2}}:{\frac {b'b}{2}}:{\frac {c'c}{2}}=a'a:b'b:c'c=ax:by:cy}
Om {\displaystyle \alpha :\beta :\gamma } är homogena är de alltså lika med {\displaystyle {\frac {a'a}{2}}:{\frac {b'b}{2}}:{\frac {c'c}{2}}}, och omvänt är de exakta trilinjära koordinaterna {\displaystyle a':b':c'={\frac {2\alpha }{a}}:{\frac {2\beta }{b}}:{\frac {2\gamma }{c}}}.

## Barycentriska koordinater för vissa punkter

### Den geometriska tyngdpunkten
Triangelns geometriska tyngdpunkt har barycentriska koordinater
{\displaystyle 1:1:1}
Bevis
Beviset följer direkt ur att den geometriska tyngdpunkten är medianernas skärningspunkt och att medianerna delar triangeln i sex likstora trianglar.

### Den inskrivna cirkelns medelpunkt
Den inskrivna cirkelns medelpunkt har barycentriska koordinater som kan skrivas som
{\displaystyle {\overline {BC}}\ :\ {\overline {AC}}\ :\ {\overline {AB}}}
Bevis
Den inskrivna cirkelns medelpunkt {\displaystyle P} har samma avstånd till triangelns sidor, dess radie {\displaystyle r}. Radien är lika med deltrianglarnas höjd och de barycentriska koordinaterna är därför
{\displaystyle \triangle BCP:\triangle ACP:\triangle ABP={\frac {r\cdot {\overline {BC}}}{2}}:{\frac {r\cdot {\overline {AC}}}{2}}:{\frac {r\cdot {\overline {AB}}}{2}}={\overline {BC}}\ :\ {\overline {AC}}\ :\ {\overline {AB}}}

### De vidskrivna cirklarnas medelpunkter
Medelpunkterna för de vidskrivna cirklarna till {\displaystyle {\overline {BC}}}, {\displaystyle {\overline {AC}}} och {\displaystyle {\overline {AB}}} har de barycentriska koordinaterna
{\displaystyle -|{\overline {BC}}|:|{\overline {AC}}|:|{\overline {AB}}|},
{\displaystyle |{\overline {BC}}|:-|{\overline {AC}}|:|{\overline {AB}}|} respektive
{\displaystyle |{\overline {BC}}|:|{\overline {AC}}|:-|{\overline {AB}}|}.
Bevis
Eftersom medelpunkten för den vidskrivna cirkeln, med radien {\displaystyle r}, till {\displaystyle {\overline {BC}}} har de trilinjära koordinaterna
{\displaystyle -r:r:r=-1:1:1}
har den de barycentriska koordinaterna 
{\displaystyle -|{\overline {BC}}|:|{\overline {AC}}|:|{\overline {AB}}|}
i enlighet med avsnittet om trilinjära koordinater ovan. Motsvarande gäller de båda övriga vidskrivna cirklarnas medelpunkter.

### Den omskrivna cirkelns medelpunkt

Figur 5.

Den omskrivna cirkelns medelpunkt har barycentriska koordinater som kan skrivas som
{\displaystyle {\overline {BC}}\cdot \cos \angle BAC\ :\ {\overline {AC}}\cdot \cos \angle CBA\ :\ {\overline {AB}}\cdot \cos \angle BCA}
Bevis
Den omskrivna cirkelns medelpunkt {\displaystyle P} har samma avstånd till triangelhörnen, cirkelns radie {\displaystyle r}. Låt {\displaystyle F} vara fotpunkt åt {\displaystyle P} på {\displaystyle {\overline {BC}}} (figur 5). Vi har då

{\displaystyle \triangle BCP=\triangle BFP+\triangle CFP=2\cdot \triangle BFP={\overline {BF}}\cdot {\overline {FP}}=}
{\displaystyle \ ={\overline {BF}}\cdot r\cos \angle BPF={\overline {BF}}\cdot r\cos {\frac {\angle BPC}{2}}=}
{\displaystyle \ ={\overline {BF}}\cdot r\cos \angle BAC={\frac {\overline {BC}}{2}}\cdot r\cos \angle BAC}
I näst sista ledet utnyttjas randvinkelsatsen. ({\displaystyle BC} är ju en korda i den omskrivna cirkeln och vinkeln i medelpunkten är enligt denna sats dubbelt så stor som vinkeln i en punkt på omkretsen.)

Samma resonemang för de båda andra triangelsidorna ger oss barycentriska koordinater

{\displaystyle {\frac {\overline {BC}}{2}}\cdot r\cos \angle BAC\ :\ {\frac {\overline {AC}}{2}}\cdot r\cos \angle CBA\ :\ {\frac {\overline {AB}}{2}}\cdot r\cos \angle BCA=}
{\displaystyle \ ={\overline {BC}}\cdot \cos \angle BAC\ :\ {\overline {AC}}\cdot \cos \angle CBA\ :\ {\overline {AB}}\cdot \cos \angle BCA}

### Ortocentrum
Ortocentrum har barycentriska koordinater som kan skrivas som
{\displaystyle {\frac {\overline {BC}}{\cos \angle BAC}}:{\frac {\overline {AC}}{\cos \angle CBA}}:{\frac {\overline {AB}}{\cos \angle ACB}}}
eller
{\displaystyle {\overline {BC}}\cdot \cos \angle CBA\cdot \cos \angle ACB:{\overline {AC}}\cdot \cos \angle ACB\cdot \cos \angle BAC:{\overline {BC}}\cdot \cos \angle BAC\cdot \cos \angle CBA}
Det andra uttrycket erhålls genom multiplikation med {\displaystyle \cos \angle BAC\cos \angle CBA\cos \angle ACB}
Bevis
Vi utnyttjar förhållandet mellan barycentriska koordinater och trilinjära koordinater (se avsnittet ovan).
Den omskrivna cirkelns medelpunkt har barycentriska koordinater (se ovan)
{\displaystyle \ {\overline {BC}}\cdot \cos \angle BAC\ :\ {\overline {AC}}\cdot \cos \angle CBA\ :\ {\overline {AB}}\cdot \cos \angle BCA}
och därför trilinjära koordinater
{\displaystyle \cos \angle BAC:\cos \angle CBA:\cos \angle ACB}
Ortocentrum är isogonalkonjugat till den omskrivna cirkelns medelpunkt och dess trilinjära koordinater är därför 
{\displaystyle {\frac {1}{\cos \angle BAC}}:{\frac {1}{\cos \angle CBA}}:{\frac {1}{\cos \angle ACB}}}
vilka motsvarar de barycentriska koordinaterna
{\displaystyle {\frac {\overline {BC}}{\cos \angle BAC}}:{\frac {\overline {AC}}{\cos \angle CBA}}:{\frac {\overline {AB}}{\cos \angle ACB}}}

### Symmedianpunkten
Symmedianpunkten har de barycentriska koordinaterna
{\displaystyle {\overline {BC}}^{2}:{\overline {AC}}^{2}:{\overline {AB}}^{2}}
Bevis
För beviset utnyttjar vi sambandet mellan barycentriska och trilinjära koordinater och att symmedianpunkten är isogonalkonjugat till den geometriska tyngdpunkten.
Den geometriska tyngdpunkten har barycentriska koordinater
{\displaystyle 1:1:1}
vilket motsvarar de trilinjära koordinaterna
{\displaystyle {\frac {1}{\overline {BC}}}:{\frac {1}{\overline {AC}}}:{\frac {1}{\overline {AB}}}}
Symmedianpunkten har, eftersom den är isogonalkonjugat till den geometriska tyngdpunkten, de trilinjära koordinaterna
{\displaystyle {\overline {BC}}:{\overline {AC}}:{\overline {AB}}}
vilka motsvarar de barycentriska koordinaterna
{\displaystyle {\overline {BC}}^{2}:{\overline {AC}}^{2}:{\overline {AB}}^{2}}

## Barycentrisk interpolation

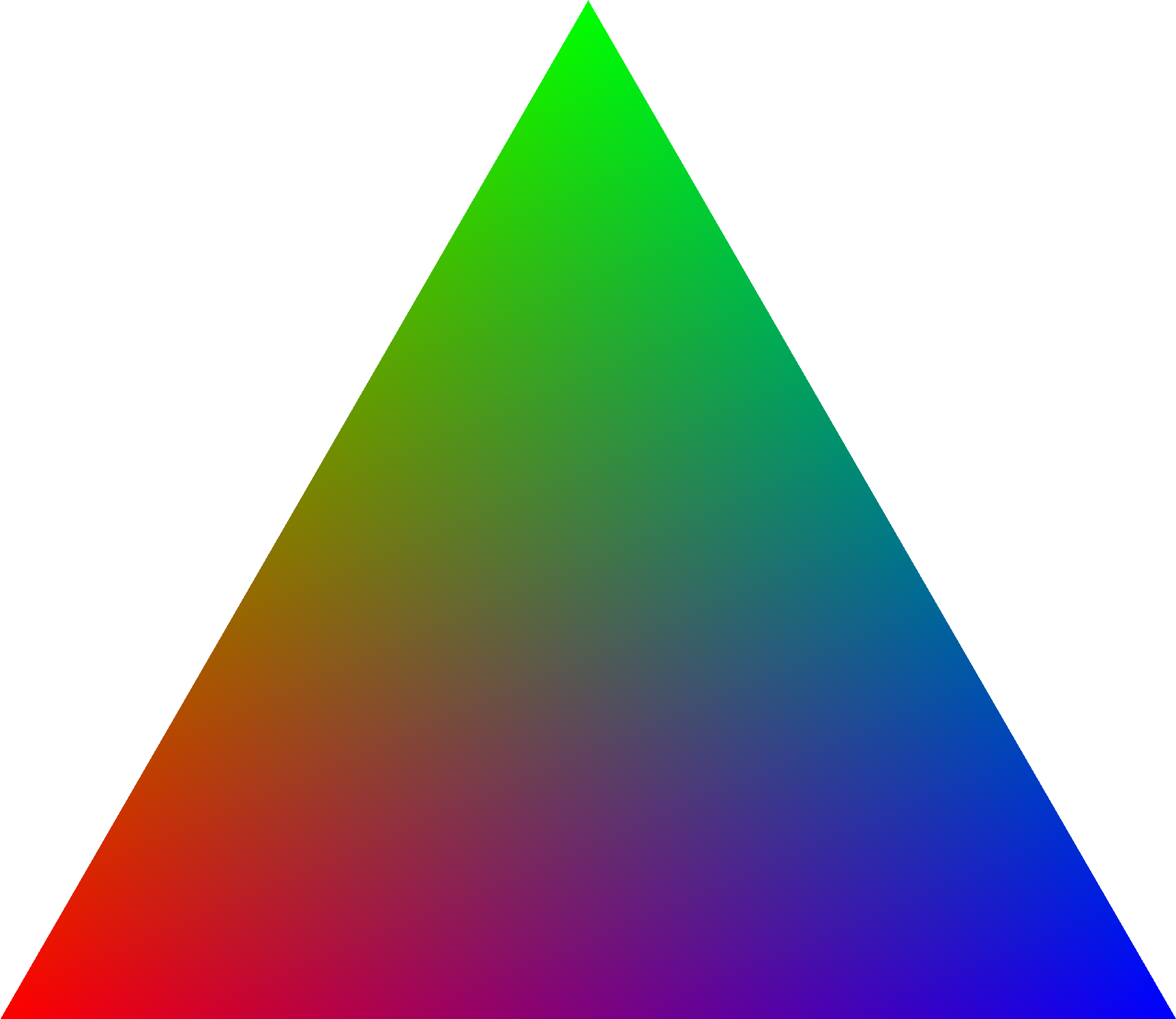
En Gouraud-skuggad triangel i vilken punkternas färg (Röd, Grön, Blå) är (där f_{R} = 100% röd, 0% grön, 0% blå, etcetera).

För en funktion av två variabler, {\displaystyle f(x,y)}, med de kända värdena {\displaystyle f_{A}=f(x_{A},y_{A})}, {\displaystyle f_{B}=f(x_{B},y_{B})} och {\displaystyle f_{C}=f(x_{C},y_{C})} för hörnen i triangeln {\displaystyle \triangle ABC} kan en linjär interpolation av värdet i en punkt {\displaystyle P=(x_{P},y_{P})} med de absoluta barycentriska koordinaterna {\displaystyle \mu _{A}:\mu _{B}:\mu _{C}} göras enligt {\displaystyle f_{P}=f(x_{P},y_{P})\approx \mu _{A}f_{A}+\mu _{B}f_{B}+\mu _{C}f_{C}}. Barycentrisk interpolation kan enkelt utsträckas till fler dimenensioner. Genom att skapa ett nät av trianglar (ett så kallat "mesh"), eller simplexar av högre dimension, kan beräkningar göras för större områden (ett exempel är beräkningar av isolinjer eller värden för olika platser i ett nät av väderstationer). Mer förfinade interpolationer kan göras med polynomapproximationer i stället för linjära sådana.
Barycentrisk interpolation och generaliseringar av denna till godtyckliga polygoner och polyedrar används inom flera områden, exempelvis finita elementmetoden (FEM), och speciellt noterbart är applikationer inom datorgrafik för exempelvis skuggning och animation.